# Ptychadena neumanni
Ptychadena neumanni é uma espécie de anfíbio da família Ranidae.
É endémica de Etiópia.
Os seus habitats naturais são: florestas subtropicais ou tropicais húmidas de baixa altitude, regiões subtropicais ou tropicais húmidas de alta altitude, matagal húmido tropical ou subtropical, matagal tropical ou subtropical de alta altitude, campos de altitude subtropicais ou tropicais, rios, rios intermitentes, pântanos, marismas de água doce, marismas intermitentes de água doce, terras aráveis, jardins rurais, florestas secundárias altamente degradadas, lagoas, canais e valas.
Está ameaçada por perda de habitat.